# 芝麻信用
芝麻信用，是阿里巴巴集团蚂蚁金服旗下第三方信用评估，及信用管理机构——芝麻信用管理有限公司推出的个人信用评分。
芝麻信用服务主要依托客户在阿里巴巴旗下事业的信息，运用大数据及云计算技术呈现个人的信用状况，通过连接各种服务，让每个人都能体验信用所带来的价值。

## 主要应用
芝麻信用分类似于美国的Credit Karma，通过App即可在线查询。芝麻信用分内置于支付宝中，经用户主动授权后，还能与支付宝好友进行“互看芝麻分”游戏，引发热烈反响。
芝麻信用影响支付宝的花呗额度，而花呗可在一定程度上替代信用卡，通过线上或线下扫描二维码即可进行赊账付款。

## 相关事件

### 准备个人征信业务
2015年1月5日，中國人民銀行批准芝麻信用等8家机构进行个人征信业务准备工作，芝麻信用管理有限公司在一个月内便迅速推出了芝麻信用分。

### 芝麻信用750分以上才能评论艳照
支付宝于2016年11月24日推出新功能“圈子”，其中“校园日记”圈子规则表示“只有女大学生和芝麻信用不低于750分的用户才可评论”，随后，“校园日记”圈子内部分用户上传大尺度艳照，引发巨大争议。王思聪在微博上称：“O2O卖淫还是蛮吊的”，并配上一张“支付鸨”的图片。2016年11月29日，支付宝母公司蚂蚁金服的董事长彭蕾发布了内部信予以回应，其中表示“所有打擦边球嫌疑的圈子立刻解散”。

### 未正式获得个人征信业务牌照
中国人民银行副行长陈雨露表示，在个人征信市场准入和业务活动开展过程中，央行强调注重把握三方面的原则：第三方征信的独立性原则、征信活动中的公正性原则、个人信息隐私权益保护原则。其中，提到了征信活动“不能应用于某些低俗的社交活动”、“不能当作把人分为不同阶层、不同群体的工具”，要“防止个人信息被过度采集、不当加工和非法使用”。中国人民银行征信管理局局长万存知表示：“八家进行个人征信开业准备的机构，目前没有一家合格，在达不到监管标准情况下不能把牌照发出去。”

### 不再单独从事个人征信业务
由于芝麻信用未获个人征信业务牌照，芝麻信用继续从事个人征信业务面临合规风险。蚂蚁金服随即调整了子公司芝麻信用的业务模式和高管团队，芝麻信用总经理胡滔已被调整到蚂蚁金服CEO办公室。北京一家试点机构人士称：“据我所知，芝麻分今后或更侧重信用服务，而非个人征信业务。”

## 与中国政府的关系
芝麻信用与中国政府存在一些领域的紧密合作。2015年7月24日，最高人民法院与芝麻信用签署对失信被执行人信用惩戒合作备忘录。芝麻信用还与地方政府合作推出城市图书馆借书免押金服务。
芝麻信用总经理胡滔表示，未经用户同意，不会与中国政府或其他第三方分享芝麻信用的数据。她还否认芝麻信用会采集公民社交媒体等数据用于信用评分。
根据中华人民共和国国务院文件，中国社会信用体系中的“联合惩戒”仅适用于重点领域和严重失信行为，芝麻信用没有义务向政府提供数据，政府也不能因为芝麻分过低而对公民实施“联合惩戒”。但国务院文件也表示，鼓励征信机构等将产生的“红名单”和“黑名单”信息提供给政府部门参考。此外，征信机构的数据也可能会被用于政府采购、招标投标、行政审批、市场准入、资质审核等事项。